# Hvang Hicshan
Hvang Hicshan (hangul: 황희찬, handzsa: 黄喜燦, RR: Hwang Hee-Chan; Cshuncshon (Chuncheon), 1996. január 26. –) dél-koreai válogatott labdarúgó, a Wolverhampton Wanderers játékosa kölcsönben az RB Leipzig csapatától.

## Pályafutása

### Klubcsapatokban
Cshuncshonban született, de ezt követően Pucshonba költözött a családjával. 2011-ben a Phohang Szuthilroszu U15-ös csapatával regionális bajnok lett és a Dél-koreai labdarúgó-szövetség a bajnokság legjobb MVP-jének választotta. 2015. január 1-jén csatlakozott az osztrák Red Bull Salzburg csapatához. Itt a második csapatban a másodosztályú FC Lieferingnél is lehetőséget kapott. Február 27-én mutatkozott be a Liefering–Austria Lustenau bajnoki találkozón, csereként beállva gólpasszt jegyzett. április 17-én a TSV Hartberg ellen szerezte meg első találatát a 4–1-re megnyert mérkőzésen. December 6-án a Red Bull Salzburg együttesében is debütálhatott az SV Mattersburg elleni bajnokin. 2016. október 23-án első bajnoki góljait is megszerezte az SKN St. Pölten ellen. A 2018–19-es szezont kölcsönben a német Hamburger SV csapatánál töltötte.
2020. július 8-án hivatalossá vált, hogy a német élvonalban szereplő RB Leipzig játékosa lesz, akik ötéves szerződést kötöttek a dél-koreai játékossal. 2021. augusztus 29-én egy szezonra kölcsönbe került az Wolverhampton Wanderers csapatához vételi opcióval.

### A válogatottban
A 2012-es U16-os Ázsia-bajnokságon mesterhármast lőtt Észak-Koreának a csoportkörben. A Dél-koreai U23-as labdarúgó-válogatott tagjaként a 2016-os Olimpián részt vett. 2016. szeptember 1-jén mutatkozott be a felnőtt válogatottban a kínai válogatott elleni 2018-as labdarúgó-világbajnokság selejtező mérkőzésén.

## Sikerei, díjai

### Klub
- Red Bull Salzburg:
  - Osztrák Bundesliga: 2015–16, 2016–17, 2017–18, 2019–20[17]
  - Osztrák Kupa: 2015–16, 2016–17, 2019–20

### Válogatott
- Dél-Korea
  - Ázsia játékok: 2018

## Külső hivatkozások
- Hvang Hicshan profilja a Red Bull Salzburg oldalán (németül)
- Hvang Hicshan profilja a Transfermarkt oldalán (angolul)
- Hvang Hicshan adatlapja a Soccerway oldalon (angolul)